# Карсінка
Карсінка (пол. Karsinka) — село в Польщі, у гміні Полянув Кошалінського повіту Західнопоморського воєводства.
Населення — 385 осіб (2011).
У 1975-1998 роках село належало до Кошалінського воєводства.

## Демографія
Демографічна структура станом на 31 березня 2011 року:
|          | Загалом | Допрацездатний вік | Працездатний вік | Постпрацездатний вік |
| -------- | ------- | ------------------ | ---------------- | -------------------- |
| Чоловіки | 199     | 40                 | 130              | 29                   |
| Жінки    | 186     | 48                 | 92               | 46                   |
| Разом    | 385     | 88                 | 222              | 75                   |